# Plumbojarosita
La plumbojarosita és un mineral de la classe dels sulfats que pertany al grup de l'alunita. Rep el nom pel seu contingut en plom i per la seva similitud amb la jarosita.

## Característiques
La plumbojarosita és un sulfat de fórmula química Pb₀.₅Fe³⁺₃(SO₄)₂(OH)₆. Cristal·litza en el sistema trigonal. La seva duresa a l'escala de Mohs es troba entre 1,5 i 2.
Segons la classificació de Nickel-Strunz pertany a «07.BC: Sulfats (selenats, etc.) amb anions addicionals, sense H₂O, amb cations de mida mitjana i gran» juntament amb els següents minerals: d'ansita, alunita, amonioalunita, amoniojarosita, argentojarosita, beaverita-(Cu), dorallcharita, huangita, hidroniojarosita, jarosita, natroalunita-2c, natroalunita, natrojarosita, osarizawaïta, schlossmacherita, walthierita, beaverita-(Zn), ye'elimita, atlasovita, nabokoïta, clorotionita, euclorina, fedotovita, kamchatkita, piypita, klyuchevskita, alumoklyuchevskita, caledonita, wherryita, mammothita, linarita, schmiederita, munakataïta, chenita, krivovichevita i anhidrocaïnita.

## Formació i jaciments
Va ser descoberta al districte miner de Cookes Peak, situat al comtat de Luna, a Nou Mèxic (Estats Units). Als territoris de parla catalana ha estat descrita a la mina La Cresta (Bellmunt del Priorat, Priorat), i a la mina Alforja (Alforja, Baix Camp), tots dos indrets a la província de Tarragona.